# William Baldygo
William J. Baldygo é engenheiro eléctrico no Laboratório de Pesquisa da Força Aérea dos EUA [en], Dayton, Ohio.

## Prémios e honras
Baldygo foi nomeado Fellow do Instituto de Engenheiros Eletricistas e Eletrônicos (IEEE) em 2016 pela liderança em processamento de sinais para sistemas de radar. Ele também é membro da United States Geospatial Intelligence Foundation e da Association of Old Crows.